# Canoa/kayak ai Giochi della XXXII Olimpiade
Il programma delle gare di canoa/kayak ai Giochi della XXXII Olimpiade è stato composto da competizioni di canoa slalom e di velocità: le prime si sono svolte dal 25 al 30 luglio 2021 presso il Kasai Canoe Slalom Centre, mentre le seconde dal 2 al 7 agosto al Sea Forest Waterway. Complessivamente sono stati messi in palio 16 titoli: 4 nello slalom e 12 nella velocità; 8 femminili e 8 maschili.

## Calendario
| In acque libere | Uomini |  |    |    |  |    |    |  |  |  | K1 1000 m C2 1000 m |  | K1 200 m K2 1000 m |  | K4 500 m C1 1000 m | 6  |
| In acque libere | Donne  |  |    |    |  |    |    |  |  |  | K1 200 m K2 500 m   |  | K1 500 m C1 200 m  |  | K4 500 m C2 500 m  | 6  |
| Slalom          | Uomini |  | C1 |    |  |    | K1 |  |  |  |                     |  |                    |  |                    | 2  |
| Slalom          | Donne  |  |    | K1 |  | C1 |    |  |  |  |                     |  |                    |  |                    | 2  |
| Totale          | Totale |  | 1  | 1  |  | 1  | 1  |  |  |  | 4                   |  | 4                  |  | 4                  | 16 |

|  | Qualificazioni |  | Finali |

## Podi

### Uomini
| Evento                 | Oro                                                           | Perform. | Argento                                                          | Perform. | Bronzo                                                    | Perform. |
| Velocità               |                                                               |          |                                                                  |          |                                                           |          |
| C1 - 1000 m (dettagli) | Isaquias Queiroz                                              | 4'04"408 | Liu Hao                                                          | 4'05"724 | Serghei Tarnovschi                                        | 4'06"069 |
| C2 - 1000 m (dettagli) | Cuba Serguey Torres Madrigal Fernando Jorge                   | 3'24"995 | Cina Liu Hao Zheng Pengfei                                       | 3'25"198 | Germania Sebastian Brendel Tim Hecker                     | 3'25"615 |
| K1 - 200 m (dettagli)  | Sándor Tótka                                                  | 35"035   | Manfredi Rizza                                                   | 35"080   | Liam Heath                                                | 35"202   |
| K1 - 1000 m (dettagli) | Bálint Kopasz                                                 | 3'20"643 | Ádám Varga                                                       | 3'22"431 | Fernando Pimenta                                          | 3'22"478 |
| K2 - 1000 m (dettagli) | Australia Jean van der Westhuyzen Thomas Green                | 3'15"280 | Germania Max Hoff Jacob Schopf                                   | 3'15"584 | Rep. Ceca Josef Dostál Radek Šlouf                        | 3'16"106 |
| K4 - 500 m (dettagli)  | Germania Max Rendschmidt Ronald Rauhe Tom Liebscher Max Lemke | 1'22"219 | Spagna Saúl Craviotto Marcus Walz Carlos Arevalo Rodrigo Germade | 1'22"445 | Slovacchia Samuel Baláž Denis Myšák Erik Vlček Adam Botek | 1'23"534 |
| Slalom                 |                                                               |          |                                                                  |          |                                                           |          |
| C1 (dettagli)          | Benjamin Savšek                                               | 98"25    | Lukáš Rohan                                                      | 101"96   | Sideris Tasiadis                                          | 103"70   |
| K1 (dettagli)          | Jiří Prskavec                                                 | 91"63    | Jakub Grigar                                                     | 94"85    | Hannes Aigner                                             | 97"11    |

### Donne
| Evento                | Oro                                                          | Perform. | Argento                                                                        | Perform. | Bronzo                                                                  | Perform. |
| Velocità              |                                                              |          |                                                                                |          |                                                                         |          |
| C1 - 200 m (dettagli) | Nevin Harrison                                               | 45"932   | Laurence Vincent-Lapointe                                                      | 46"786   | Liudmyla Luzan                                                          | 47"034   |
| C2 - 500 m (dettagli) | Cina Xu Shixiao Sun Mengya                                   | 1'55"495 | Ucraina Liudmyla Luzan Anastasiia Chetverikova                                 | 1'57"499 | Canada Laurence Vincent-Lapointe Katie Vincent                          | 1'59"041 |
| K1 - 200 m (dettagli) | Lisa Carrington                                              | 38"120   | Teresa Portela                                                                 | 38"883   | Emma Jørgensen                                                          | 38"901   |
| K1 - 500 m (dettagli) | Lisa Carrington                                              | 1'51"216 | Tamara Csipes                                                                  | 1'51"855 | Emma Jørgensen                                                          | 1'52"773 |
| K2 - 500 m (dettagli) | Nuova Zelanda Lisa Carrington Caitlin Regal                  | 1'35"785 | Polonia Karolina Naja Anna Puławska                                            | 1'36"753 | Ungheria Danuta Kozák Dóra Bodonyi                                      | 1'36"867 |
| K4 - 500 m (dettagli) | Ungheria Danuta Kozák Tamara Csipes Anna Kárász Dóra Bodonyi | 1'35"463 | Bielorussia Marharyta Makhneva Nadzeya Papok Volha Khudzenka Maryna Litvinchuk | 1'36"073 | Polonia Karolina Naja Anna Puławska Justyna Iskrzycka Helena Wiśniewska | 1'36"445 |
| Slalom                |                                                              |          |                                                                                |          |                                                                         |          |
| C1 (dettagli)         | Jessica Fox                                                  | 105"04   | Mallory Franklin                                                               | 108"68   | Andrea Herzog                                                           | 111"13   |
| K1 (dettagli)         | Ricarda Funk                                                 | 105"50   | Maialen Chourraut                                                              | 106"63   | Jessica Fox                                                             | 106"73   |

## Medagliere
| Pos.   | Paese         | Oro | Argento | Bronzo | Totale |
| ------ | ------------- | --- | ------- | ------ | ------ |
| 1      | Ungheria      | 3   | 2       | 1      | 6      |
| 2      | Nuova Zelanda | 3   | 0       | 0      | 3      |
| 3      | Germania      | 2   | 1       | 4      | 7      |
| 4      | Australia     | 2   | 0       | 1      | 3      |
| 5      | Cina          | 1   | 2       | 0      | 3      |
| 6      | Rep. Ceca     | 1   | 1       | 1      | 3      |
| 7      | Slovenia      | 1   | 0       | 0      | 1      |
| 7      | Cuba          | 1   | 0       | 0      | 1      |
| 7      | Stati Uniti   | 1   | 0       | 0      | 1      |
| 7      | Brasile       | 1   | 0       | 0      | 1      |
| 11     | Spagna        | 0   | 3       | 0      | 3      |
| 12     | Gran Bretagna | 0   | 1       | 1      | 2      |
| 12     | Ucraina       | 0   | 1       | 1      | 2      |
| 12     | Polonia       | 0   | 1       | 1      | 2      |
| 12     | Canada        | 0   | 1       | 1      | 2      |
| 12     | Slovacchia    | 0   | 1       | 1      | 2      |
| 17     | Italia        | 0   | 1       | 0      | 1      |
| 17     | Bielorussia   | 0   | 1       | 0      | 1      |
| 19     | Danimarca     | 0   | 0       | 2      | 2      |
| 20     | Portogallo    | 0   | 0       | 1      | 1      |
| 20     | Moldavia      | 0   | 0       | 1      | 1      |
| Totale | Totale        | 16  | 16      | 16     | 48     |